# Arbeitermiliz (Russland)
Die Arbeitermiliz bezeichnet bewaffnete Organisationen der Arbeiter von Industriebetrieben in Russland, die nach der Februarrevolution 1917 in den meisten Städten und Arbeitersiedlungen gebildet wurden.
Sie hatten in der Regel die Aufgabe, auf Initiative der Sowjets der Arbeiter- und Soldatendeputierten die Ordnung aufrechtzuerhalten und als Kampforgane gegen die Konterrevolutionäre zu dienen. Die Bildung der Arbeitermilizen von Petrograd (Sankt Petersburg) wurde in der Nacht vom 28. Februar (13. März) 1917 beschlossen. Die sozialrevolutionär-menschiwistische Führung der Sowjets nahm in den Monaten März bis April Beschlüsse über die Vereinigung der Arbeitermilizen mit Formationen der sogenannten Volksmiliz an, die aus bürgerlichen Gruppierungen bestand.
Sie wurde durch die Provisorische Regierung am 17. (30.) April 1917 gebildet und unterstand den städtischen Verwaltungen sowie der Hauptverwaltung der Miliz beim Innenministerium. Durch die Vereinigung hörte die Arbeitermiliz als selbständige Organisation zur Aufrechterhaltung der Ordnung in fast allen Städten auf zu existieren. In Petrograd gelang es jedoch nicht, die Arbeitermiliz aufzulösen, obwohl sie auch hier durch Beschluss des Exekutivkomitees des Petrograder Sowjets vom 7. (20.) März 1917 formell mit der Volksmiliz vereinigt wurde. Die Mitgliederzahl der Arbeitermilizen verringerte sich von 10.000 bis 12.000 im März auf 2.500 bis 3.000 im Juni 1917.
Die Arbeitermilizionäre übten ihren Dienst während ihrer regulären Arbeitszeit in den Betrieben aus und erhielten ihren Durchschnittslohn von ihrer Hauptarbeitsstelle. Die Arbeitermiliz von Petrograd beteiligte sich an den gegen die Regierung gerichteten bewaffneten Julidemonstrationen. Dafür wurde die Mehrzahl der Arbeitermilizionäre aus der Miliz entlassen und die nach Auffassung der Provisorischen Regierung undisziplinierten Arbeiterkommissariate und der Rat der Petrograder Volksmiliz aufgelöst.
Durch den Abbau bzw. Auflösung der Arbeitermiliz wurden die Bolschewiki vor die Aufgabe gestellt, revolutionäre Kampfverbände, die Roten Garden, zu bilden. Viele Arbeitermilizionäre traten in die Abteilungen und Gruppen der Roten Garde ein. Eine spezifische Form der Arbeitermiliz waren die Werkmilizen zum Schutze der Betriebe. Nach den Julitagen 1917 schlossen sich im Wesentlichen die Milizabteilungen den Roten Garden an.